# 格朗斯
格朗斯（法語：Grans，法語發音：[ɡʁɑ̃s]）是法国罗讷河口省的一个市镇，属于普罗旺斯地区艾克斯区。

## 地理
格朗斯（43°36'31"N, 5°3'47"E）面积27.6 平方千米，位于法国普罗旺斯-阿尔卑斯-蓝色海岸大区罗讷河口省，该省份为法国东南部沿海省份，北起沃克吕兹省，西接加尔省，南濒地中海，东临瓦尔省。
与格朗斯接壤的市镇（或旧市镇、城区）包括：科尔尼永-孔富克斯、朗松普罗旺斯、米拉马斯、普罗旺斯地区萨隆。
格朗斯的时区为UTC+01:00、UTC+02:00（夏令时）。

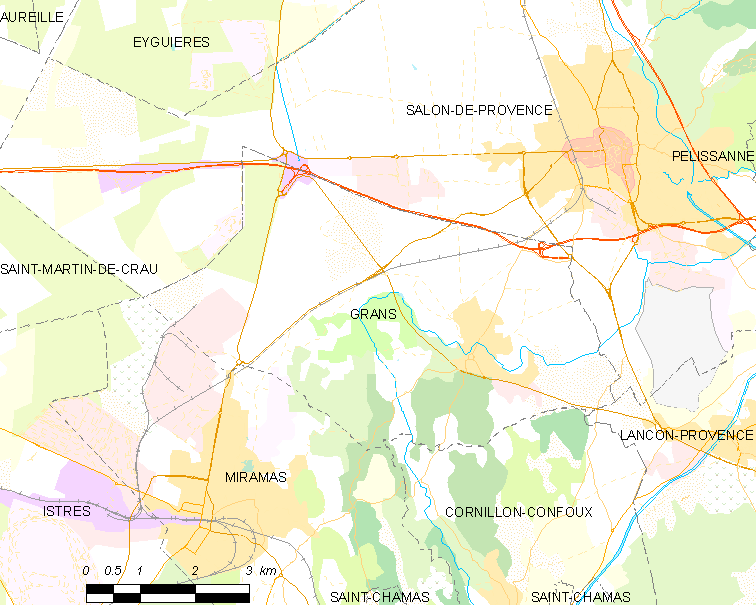
格朗斯的OSM定位图

## 行政
格朗斯的邮政编码为13450，INSEE市镇编码为13044。

## 政治
格朗斯所属的省级选区为普罗旺斯地区萨隆第二县。

## 人口

1962-2008年间格朗斯人口变化图示

格朗斯于2022年1月1日时的人口数量为5382人。